# Denise O'Sullivan
Denise O'Sullivan, née le 4 février 1994 à Cork, est une footballeuse irlandaise. Elle est membre de l’équipe nationale irlandaise depuis 2011. Elle joue actuellement dans le club américain de Courage de la Caroline du Nord et est positionnée au poste d’avant-centre.

## Biographie

### Carrière en club
Denise O'Sullivan remporte la coupe d’Irlande des moins de 14 ans en 2008 et marque deux buts en finale. Trois ans plus tard, elle marque de nouveau en finale, celle de la coupe d'Irlande de football féminin, mais ne peut éviter une défaite 3 à 1 contre Peamount United.
En août 2011, elle signe avec le Peamount United Football Club afin de participer au tout nouveau championnat d'Irlande de football féminin et à la Ligue des champions féminine de l'UEFA 2011-2012.
Elle rejoint ensuite le nouveau club irlandais des Cork Women's puis, en juillet 2013, signe avec le champion d’Écosse Glasgow City LFC. Elle fait ses débuts sous ses nouvelles couleurs face aux rivaux des Rangers L.F.C. (en). Elle inscrit un but lors de ce match remporté sur le score de 2 à 0.

### Carrière internationale
Denise O'Sullivan est sélectionnée dans les différentes équipes d’Irlande dès la catégorie scolaire alors qu’elle est écolière à la Terence McSwiney Secondary School de Cork.
Elle joue ensuite dans l’équipe des moins de 17 ans et participe à la coupe du monde des moins de 17 ans en 2010. Elle marque un but lors du quart de finale perdu contre le Japon.
Denise O'Sullivan fait ses grands débuts en équipe de république d'Irlande de football féminin senior en septembre 2011 lors du match de qualification pour l’Euro 2013 contre le pays de Galles. Pour cette première sélection, elle marque les deux buts de la victoire irlandaise en terre galloise. Sa deuxième sélection arrive une semaine plus tard contre l’équipe de France.
Le 11 octobre 2022, elle fait partie de la sélection irlandaise qui se qualifie pour la première fois de son histoire pour une Coupe du monde. L'Irlande bat l'Écosse 0-1 à Hampden Park. Titulaire, O'Sullivan joue l'intégralité de la rencontre et délivre la passe décisive à Amber Barrett.
En juin 2023, elle est sélectionnée pour disputer la coupe du monde 2023 en Australie.

## Source
- (en) John O'Shea, Republic of Ireland Women : A Biography in nine lives, Lucan, Hero Books, 2023, 213 p. (ISBN 978-1-910827-79-6), p. 133-148.